# Себастьян Ґодфруа
Себастьян Ґодфруа (19 березня 1971) — бельгійський яхтсмен.
Срібний призер Олімпійських Ігор 1996 року в класі Фінн.